# L'infern de Malone
L'infern de Malone (originalment en anglès, Give 'Em Hell, Malone) és una pel·lícula de thriller d'acció neo-noir estatunidenca del 2009 dirigida per Russell Mulcahy i protagonitzada per Thomas Jane, Ving Rhames i Elsa Pataky. S'ha doblat i subtitulat al català.

## Repartiment
- Thomas Jane com a Malone
- Ving Rhames com a Boulder
- Elsa Pataky com a Evelyn
- French Stewart com a Frankie the Crooner
- Leland Orser com a Murphy
- Chris Yen com a Mauler
- William Abadie com a Pretty Boy
- Gregory Harrison com Whitmore
- Doug Hutchison com a Matchstick